# ムクゲコノハ
ムクゲコノハ（Thyas juno）は、チョウ目ヤガ科（Noctuidae）シタバガ亜科（Catocalinae）の大型のガ。

## 特徴
大型の美しいヤガの一種。開張は 85-90mm。成虫の出現時期は、4月 - 9月で、日本各地では普通に見られる。幼虫の発生は、6月と8月の2回に分かれているといわれる。前翅は諧調のある褐色、後翅は黒色にぼかし状の薄紫色を放射状に散らし、後端は鮮やかな黄-薄紅色が特徴的。オスの前翅の前縁の特徴として基半部で強く膨出が見られ、また後翅の内縁には長い毛束がある。
夜間に活動するが、雑木林の樹液を目指し飛来し、ミカン類、リンゴ、ナシ、モモなどの果実も好むため、これらに食害を与えることもある。
幼虫はブナ科コナラ属のコナラ、クルミ科のオニグルミ、サワグルミ、クヌギ、ブナ科クリ属のクリなどを主食とする。幼虫は成長とともに多少の色彩の変化があり、腹部5節の背面の青く円い斑紋が特徴であり、判別の材料とする。日中は通常、樹幹などに潜んでいる。

## 分布
ほぼ日本全国、北海道、本州、伊豆諸島八丈島、四国、九州、対馬、屋久島、沖縄本島、沖縄諸島、西表島、中国、台湾、朝鮮、インド。